# Gallina vecchia fa buon brodo
Gallina vecchia fa buon brodo è una locuzione proverbiale della tradizione italiana che allude alla bontà della vecchiaia, elogiata quale età della saggezza derivata dalla lunga esperienza. La sentenza trae origine, nel contesto dell'Italia contadina, dal fatto che la gallina vecchia richiede tempi di cottura notevoli per ammorbidirne la dura carne; proprio questo fa sì che il brodo che ne deriva risulti molto saporito.
Il detto sembrerebbe avere origini antichissime, al punto che si ritrova, in latino volgare, già nel trecentesco Liber de coquina (da alcuni attribuito al notaio partenopeo Andrea de Ludoviculo): «veta gallina bonum ius facit».